# Paraplyorganisation
En paraplyorganisation er en organisation som er en overbygning hvor medlemmerne er andre organisationer, (ofte kaldet: interesseorganisationer) som har fælles interesser eller arbejder inden for samme tema og/eller samfundssektor.
Paraplyorganisationen arbejder på vegne af medlemsorganisationerne, ofte overfor politikere og myndigheder.
Medlemsorganisationerne arbejder for sine medlemmer.
Paraplyorganisationen forpligter som regel ikke medlemsorganisationerne, som træffer beslutninger på selvstændigt grundlag.

## Danske paraplyorganisationer
Eksempler på paraplyorganisationer:
- Dansk Flygtningehjælp (DFH)
- Dansk Sygepleje Selskab (DASYS)
- Danmarks Idræts-Forbund (DIF)
- Danske Patienter
- Dansk Ungdoms Fællesråd (DUF)
- Danske Studerendes Fællesråd (DSF)
- Offerrådgivningen i Danmark
- Roskilde Festival-gruppen